# 亞伊科-佩雷林斯克山

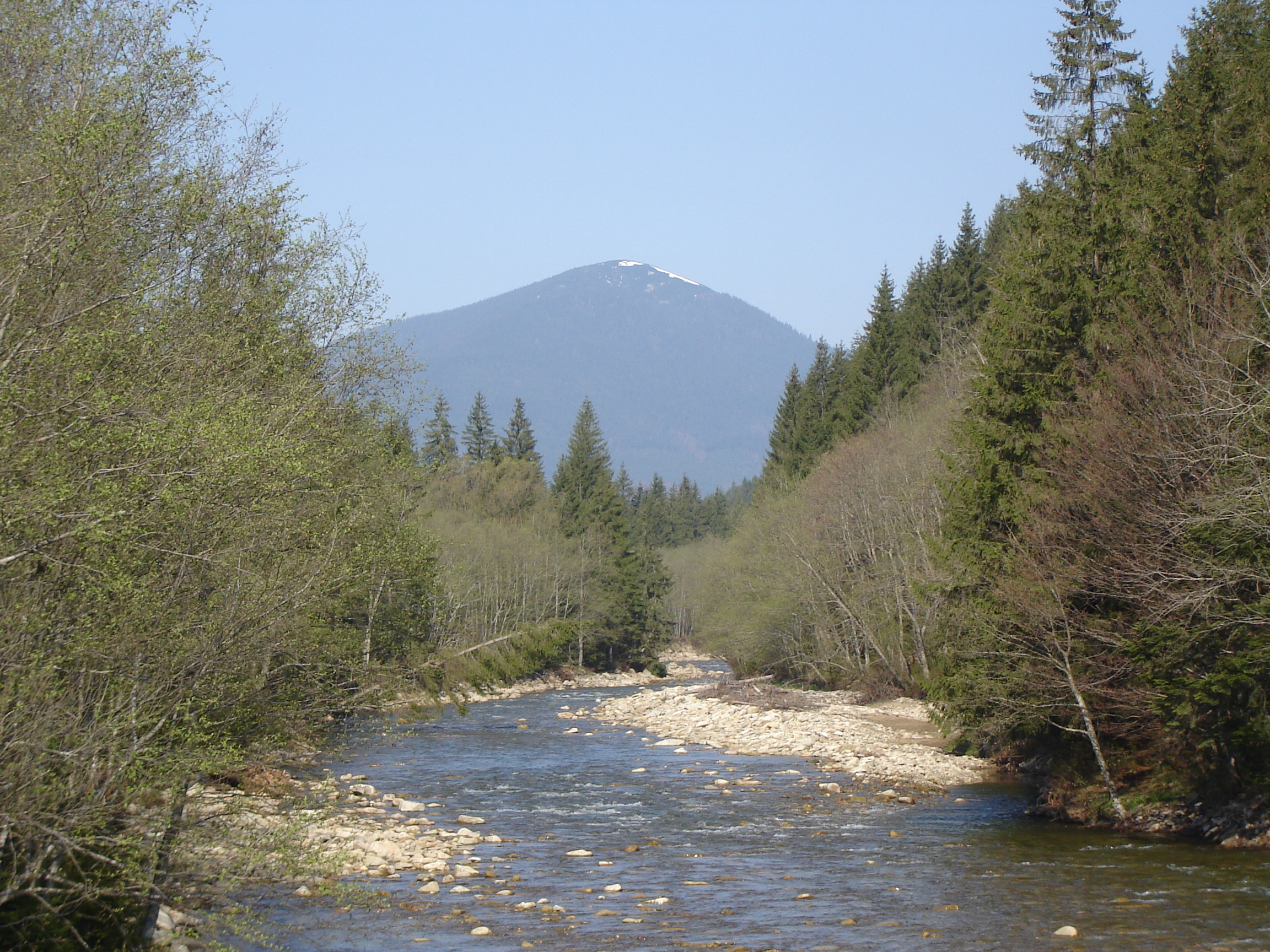

48°40′4″N 23°53′59″E / 48.66778°N 23.89972°E
亞伊科-佩雷亨斯凱山（烏克蘭語：Яйко-Перегінське）是烏克蘭的山峰，屬於烏克蘭喀爾巴阡山脈中戈爾加內山脈的一部分。該山峰處於伊萬諾-弗蘭科夫斯克州的卡盧什區，海拔高度1,596米。